# 潮総會
潮総會(しおうさかい)は千葉県香取市を本拠地とする地域の伝統芸能を再生・保存・継続している団体である。
平成23年に佐原型の山車を製作し同市みずほ台の夏祭りで山車の曳き廻しを行っている。
その他の活動として、佐原囃子を広めるため会内で囃子連を結成している。

## 潮総會　設立概要
正式名称：潮総會（しおうさかい）
設立日：2009年11月13日
本拠地：千葉県香取市

## 潮総會　設立趣旨
潮総會（しおうさかい）は、佐原の伝統芸能である山車祭り、そして、その祭りに欠かせない佐原囃子の保存・継承を目的としており、香取市瑞穂地区を中心に活動している。
会員は20歳前後の青年で構成されており、地元を盛り上げようとする気持ちを会員全員が持ち、そのために欠かすことのできない伝統文化の存続などに力をいれている。

## 山車の概要
制作年：2011年3月　2代目の山車（現在の山車）を新造
人形：猿田彦神　（潮総會会員の手作り）2012年制作
額字：颯爽　
彫刻：唐草・唐子・松竹

## 潮総會囃子連の活動
2009年12月　囃子連結成
2010年8月　香取市みずほ台夏祭りにおいて演奏
2011年6月　香取郡神崎町のイベントにおいて演奏
2013年2月　神崎ヤングフェスティバルにおいて演奏
2016年5月　道の駅・川の駅水の郷さわらの熊本地震復興祈願イベントにおいて演奏
その他結婚式や老人ホーム等での演奏を行っている。